# 게인워드
게인워드 (Gainward)는 1984년부터 그래픽 카드를 생산해 온 컴퓨터 하드웨어 회사이다. TNC 인더스트리얼은 2005년 본 회사를 팔릿 마이크로시스템즈에 매각하고, 브랜드와 지사인 유럽 GmbH를 100만 달러에 인수했다.

## 제품군

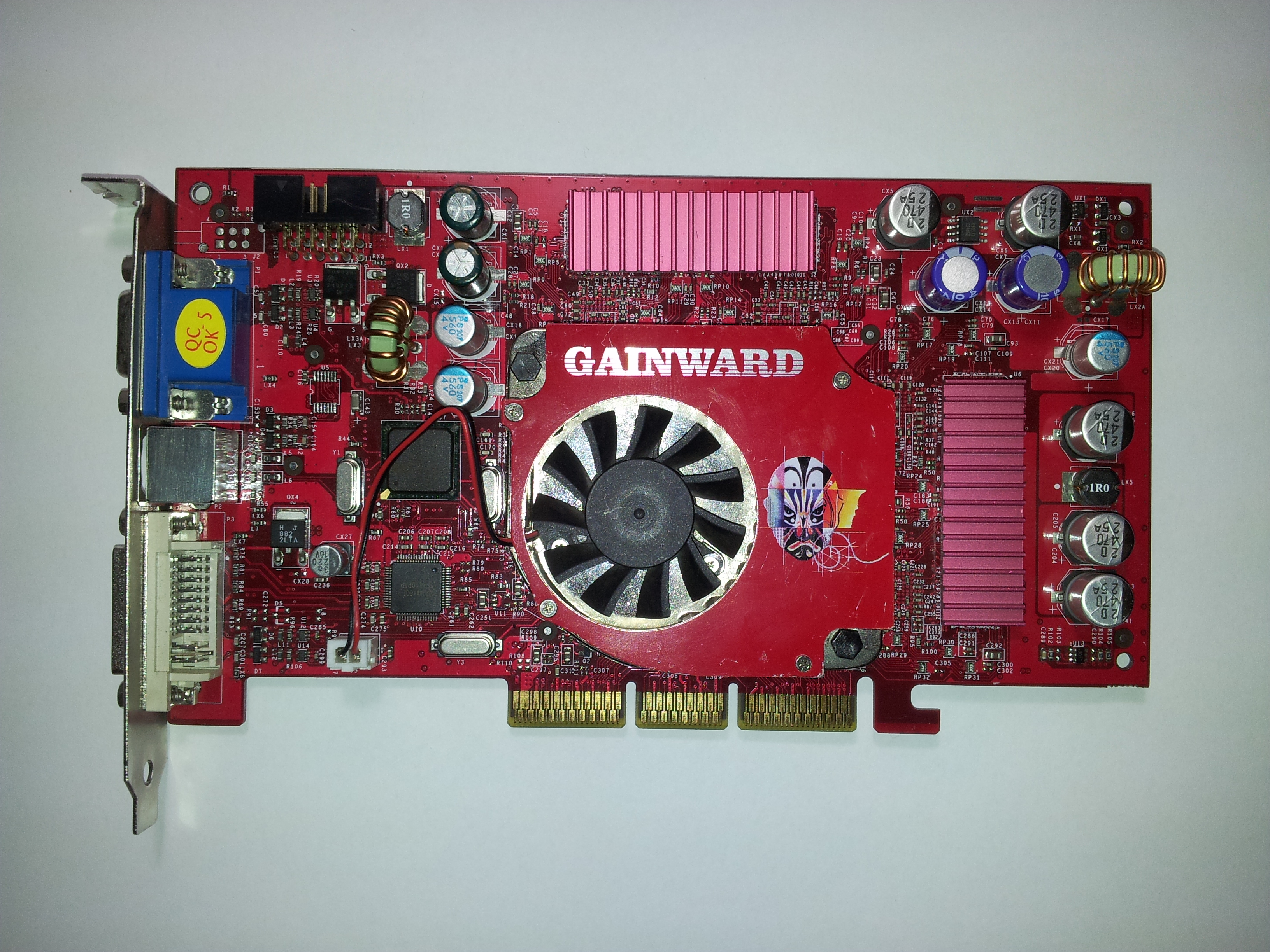
게인워드 GeForce 4 Ti4800SE AGP 그래픽 카드

그래픽 카드 제품군들은 엔비디아 칩셋에 전적으로 기반을 두었다. 하지만, 이 회사는 ATI 4800 시리즈 하드웨어의 성공적인 출시 이후, ATI 기반 그래픽 솔루션도 발표했다. 게인워드는 현재 ATI 라데온 그래픽 카드를 생산하지 않는다.
전통적으로 "골든 샘플" 그래픽 카드와 같이, 엔비디아가 제시한 참조 사양에서 벗어난 오버클럭 가능한 그래픽 카드를 제공한다. 이 카드는 고객의 품질을 보장하기 위해 재고 속도를 초과하여 테스트되고 판매되기 전에 테스트된다. 게인워드는 탈착식 팬을 특징으로 하는 "팬텀" 시리즈의 그래픽 카드로 성공을 거두었다.